# Richie Rich (animação)
Riquinho é uma série animada produzida pela Hanna-Barbera, baseada nas histórias em quadrinhos de mesmo nome da Harvey Comics. No Brasil foi exibido nos programas infantis do SBT e da CNT no Tudo por Brinquedo com Mariane.

## Enredo
O desenho mostra Riquinho no dia-a-dia, na sua enorme mansão. Com milhares e milhares de dólares, Riquinho vive diversas aventuras, na companhia do seu cachorro Dólar e de alguns amigos, como a Glória (Glorinha, no desenho). Também se passam aventuras em que Riquinho utiliza algumas geringonças que o professor Guimbinha faz.

## Personagens
Riquinho Rico: Riquinho é o astro do desenho, e tem bilhões de dólares na sua enorme mansão. Ele adora estar na companhia de seu cachorro Dólar, e gosta de brincar com as coisas que sua mansão têm. Uma lanchonete, piscina em forma de $, e um estádio de beisebol do lado da mansão mostra o quantas terras Riquinho tem, e a imensa quantia de dinheiro. Riquinho têm os cabelos loiros, o que o caracteriza bastante.  Mesmo com tantas notas, Riquinho não é mau, nem egoísta. É alegre, honesto, e gosta de companhia.
Dólar: O cachorro de Riquinho. Ele é muito sonhador e gosta de imaginar ser capaz de fazer coisas que não é capaz de fazer. Também nasceu com uma coisa muito interessante: Dólar nasceu com manchinhas de dólares ($$$) pelo corpo. Ele é branco, com suas manchas de dólares pretas.
Glorinha (Glória): Glorinha é a amiga de Riquinho. Geralmente está com Riquinho em quase todas as suas aventuras. Isso a faz uma personagem quase secundária, mas também personagem principal. Glorinha têm os cabelos ruivos, e os olhos negros. É amiga, e muito companheira. 
Reginaldo: É um garoto que às vezes aparece nos desenhos do Riquinho. Tem o cabelo ruivo, e se acha muito esperto. Se diz o principal rival do Riquinho, e vive tentando encher a vida dele, fazendo até mesmo planos, e estragando quase tudo o que seria perfeito para Riquinho. Mas Reginaldo sempre acaba se dando mal.
Professor Guimbinha: É o inventor particular da família rico. Guimbinha inventa várias coisas para manter a segurança, o conforto, e a diversão de Riquinho e sua família. Riquinho usa várias das invenções de Guimbinha, carregando-as no bolso.
Sandra:É a robô da família.Geralmente faz as tarefas domésticas, mas muitas vezes já salvou Riquinho. Sua voz é pausada e grave como a de um robô.
Senhora Rico: Mãe de Riquinho, a Senhora Rico tem a "taxa de gordura" um pouco alta. Assim como o filho, é loura. Possui diversas jóias preciosas. Aparece poucas vezes no desenho.
Senhor Rico: Pai de Riquinho. Assim como a Senhora Rico, o Sr.Rico também é obeso. Ao contrário de Riquinho e a Sra.Rico, o Sr.Rico tem o cabelo castanho. Aparece poucas vezes no desenho.